# Dreistreifen-Tigerbarsch
Der Dreistreifen-Tigerbarsch (Terapon jarbua), auch Bogenstreifen-Tigerbarsch oder Grunzender Tigerbarsch genannt, ist ein Meeresfisch aus der Familie der Grunzbarsche (Terapontidae), der im Indopazifik von der Ostküste Afrikas und der südafrikanischen Kapprovinz bis zum südlichen Japan und über die nordaustralische Arafurasee bis zur Lord-Howe-Insel, sowie im Roten Meer vorkommt.

## Merkmale
Der Dreistreifen-Tigerbarsch erreicht eine Maximallänge von 36 cm, bleibt für gewöhnlich aber bei einer Länge von 25 cm. Sein Körper ist grau-silbrig gefärbt, der Nacken ist dunkel gelbgrün. Die Körperseiten schimmern schwach violett. Drei oder vier gebogene, dunkelbraune Bänder erstrecken sich vom Nacken bis zur Schwanzflosse, wobei der unterste bis zur Mitte der Schwanzflosse verläuft. Diese Bänder sind bei Jungtieren deutlicher und verblassen mit zunehmendem Alter. Die Flossen sind transparent, die Spitzen der Rückenflosse schwarz, die Schwanzflosse schwarz gebändert. Auf dem Kiemendeckel findet sich ein kräftiger Stachel, der oft leicht messingfarben gefärbt ist. Wie alle Grunzbarsche kann der Dreistreifen-Tigerbarsch mit Hilfe der Schwimmblase Töne erzeugen.
- Flossenformel: Dorsale XI–XII/9–11, Anale III/7–10.
- Schuppenformel: mLR 80–90.

## Lebensweise
Der Dreistreifen-Tigerbarsch lebt in lockeren Gruppen in Tiefen von 20 bis 350 Metern über flachen Sandböden in der Nähe von Flussmündungen und steigt auch die Flüsse hinauf. Er ernährt sich von kleineren Fischen, sandbewohnenden Wirbellosen, Insekten und Algen. Die Fische laichen im Meer. Die Eier werden auf Steinen gelegt und vom Männchen bewacht. Nach 24 Stunden schlüpfen die schnellwüchsigen Jungfische. Sie wandern die Flüsse hinauf.